# Glochidion eriocarpum
Glochidion eriocarpum är en emblikaväxtart som beskrevs av John George Champion och George Bentham. Glochidion eriocarpum ingår i släktet Glochidion och familjen emblikaväxter. Inga underarter finns listade i Catalogue of Life.